# Петрос Спандонидис
Петрос С. Спандонидис (на гръцки: Πέτρος Σ. Σπανδωνίδης) е гръцки писател; филолог, литературен критик и есеист от Северна Гърция.

## Биография
Роден е в 1890 година в румънската столица Букурещ, в семейство на родители от Мелник. В 1905 година се установява в Солун. Учи филология, след което защитава докторат във Философския факултет на Атинския университет. Работи като учител в средно училище. В 1947 година кандадатства за мястото преподавател по съвременна гръцка литература в Солунския университет, но без успех.
От 1926 година започва да публикува критика в различни списания и вестници. В 1930 година публикува историческото изследване „Мелник“. В 1932 година Спандонидис е сред основателите на списание „Македоникес Имерес“ (Македонски дни) - едно от най-влиятелните междувоенни литературни списания и става негов пръв директор. В 1932 година той публикува драмата „Дъно и повърхност“ в Атина, а година по-късно сборника с разкази „Несигурни неща“ в Солун. Основният интерес на Спанданидес обаче е литературната критика и есе, на които той се посвещава от 1934 година до смъртта си. От 1946 година работи за Радио Солун, където прави литературни предавания и налага теорията си за европейското измерение на съвременната гръцка литература с акцент върху работата на така нареченото поколение от 30-те. Спандонидис изследва творческия патос и естетиката на новогръцката литература. Има много изследвания и критики на съвременните гръцки творци. Пише върху Костис Паламас, Андреас Калвос, Фотос Политис, Апостолос Мелахринос, Йоанис Кондилакис, Александрос Пападиамантис, Григориос Ксенопулос, Йоанис Панайотопулос, Костас Уранис, Теони Дракопулу. Изследването му: „Никос Казандзакис, синът на безпокойството“ (1960 г.) е удостоено с Първа държавна награда.
Умира в Солун в 1964 година.